# Округ Плзењ-град
Округ Плзењ-град (чеш. Okres Plzeň-město) је округ у Плзењском крају, у Чешкој Републици. Административно средиште округа је град Плзењ.

## Становништво
Према подацима о броју становника из 2012. године округ је имао 184.871 становника.